# Real Live Tour
Real Live Tour – trasa koncertowa heavymetalowego zespołu Iron Maiden, która trwała od 25 marca do 28 sierpnia 1993 roku i objęła 16 państwa na kontynencie europejskim. Była to ostatnia trasa koncertowa Bruce’a Dickinsona, zanim wrócił do zespołu do 1999 roku. Koncerty zostały niemal całkowicie wyprzedane, grupa po raz pierwszy wystąpiła w Czechach, Słowacji oraz w Rosji, gdzie dała trzy wyprzedane koncerty na Stadionie Olimpijskim mieszczącym wówczas 45 tys. widzów. Trasa promowała wydany w marcu 1993 album koncertowy A Real Live One, była również przedłużeniem tournée „Fear of the Dark Tour”, jej pełnoprawną drugą częścią.
Podczas koncertów w Rosji, Holandii, Francji, Niemczech, Szwajcarii, Czechach i we Włoszech nagrano część materiału zamieszczonego na wydanym na jesieni 1993 roku albumie koncertowym, zatytułowanym A Real Dead One. Pomimo ogromnego zainteresowania ze strony publiczności i wspaniałego przyjęcia, muzycy ocenili trasę jako najgorszą, najbardziej frustrującą i najmniej udaną artystycznie, przepełnioną wewnętrznymi konfliktami, w całej historii grupy. Jak twierdził biograf zespołu, Mick Wall, nawet w trakcie koncertów dawało się wyczuć narastające napięcie i niechęć między odchodzącym frontmanem a resztą zespołu, w szczególności liderem, Steve’em Harrisem.
Ostatnie dwa koncerty trasy miał miejsce w Pinewood Studios i został zarejestrowany i wydany pod nazwą Raising Hell. Były to ostatnie dwa występy z legendarnym wokalistą w składzie. Specjalnym gościem koncertów był iluzjonista Simon Drake. Występy transmitowała stacja MTV m.in. jako ofertę PAY-PAR-VIEW. 47 koncertów, wraz z ponad milionową widownią uczestniczącą w recitalu „Primo Maggio Festival” w Rzymie, zobaczyła rekordowa liczba 2,5 mln widzów. Wszystkie 114 koncertów promujących album Fear of the Dark na przestrzeni lat 1992/93 zobaczyło 4,2 mln widzów.

## Supporty
- Numeros Rojos – Hiszpania[4].
- Rated X – Szwajcaria[4].
- Sexit – Słowacja[4].
- The Almighty – od koncertu w Wiedniu do występu w Belfaście[4].
- Zeus – Czechy[4].

## Setlista
- Introdukcja: odgłosy burzy, na wszystkich koncertach trasy.

1. „Be Quick or Be Dead” (z albumu Fear of the Dark, 1992)
2. „The Number of the Beast” (z albumu The Number of the Beast, 1982)
3. „Prowler” (z albumu Iron Maiden, 1980)
4. „Transylvania” (z albumu Iron Maiden, 1980)
5. „Remember Tomorrow” (z albumu Iron Maiden, 1980)
6. „Where Eagles Dare” (z albumu Piece of Mind, 1983)
7. „From Here to Eternity” (z albumu Fear of the Dark, 1992)
8. „Wasting Love” (z albumu Fear of the Dark, 1992)
9. „Bring Your Daughter... to the Slaughter” (z albumu No Prayer for the Dying, 1990)
10. „The Evil That Men Do” (z albumu Seventh Son of a Seventh Son, 1988)
11. „Afraid to Shoot Strangers” (z albumu Fear of the Dark, 1992)
12. „Fear of the Dark” (z albumu Fear of the Dark, 1992)
13. „The Clairvoyant” (z albumu Seventh Son of a Seventh Son, 1988)
14. „Heaven Can Wait” (z albumu Somewhere in Time, 1986)
15. „Run to the Hills” (z albumu The Number of the Beast, 1982)
16. „2 Minutes to Midnight” (z albumu Powerslave, 1984)
17. „Iron Maiden” (z albumu Iron Maiden, 1980)

Bisy:
1. „Hallowed Be Thy Name” (z albumu The Number of the Beast, 1982)
2. „The Trooper” (z albumu Piece of Mind, 1983)
3. „Sanctuary” (z albumu Iron Maiden, 1980)

Uwagi:
- „Where Eagles Dare” (z albumu Piece of Mind, 1983) był wykonywany do koncertu w Stuttgarcie, wówczas został zastąpiony przez „2 Minutes to Midnight” (z albumu Powerslave, 1984)[4].
- „Wrathchild” (z albumu Killers, 1981) wykonywany tylko podczas pierwszych dwóch koncertów trasy 1993[4].

## Oprawa trasy
W dużej mierze widowisko, które zespół zaprezentował w 1993 roku, było kontynuacją wielu rozwiązań z trasy promującej album Fear of the Dark w minionym roku. Zazwyczaj zespół występował na wielkiej estradzie, wokół której widniało potężne podium z wybiegami wchodzącymi głęboko za perkusję oraz bocznymi cokołami, na które wspinali się gitarzyści i wokalista. W głębi sceny ustawiono po sześć paczek głośników i wzmacniaczy „Marshall” na stronę. Estrada została, jak poprzednio, udekorowana tworzywem z reprodukcją konarów i korzeni drzew. W głębi sceny zmieniały się potężne tła panoramiczne z reprodukcjami ilustracji płytowych grupy (w tym z okładką koncertowego A Real Live One).
Nad sceną i wokół niej zawisły potężne rampy świateł w ilości 16, również trzy przednie podesty estrady zostały wyposażone w linijki świetlne i reflektory umieszczone w ich wnętrzu. Rampy znajdujące się bezpośrednio nad estradą, inaczej niż miało to miejsce przed rokiem, nie zostały zbudowane na planie koła, lecz tworzyły ramiona mobilnych trójkątów skierowanych wierzchołkami ku publiczności. Zabrakło również pierścieni halogenów zamontowanych w podeście na perkusję. System oświetleniowy składał się z około 1300 punktów, w tym halogenów, rzutników, szperaczy, stroboskopów i pojedynczych laserów. Oświetlenie, jak poprzednio, należało do najefektowniejszych w historii zespołu.
Maskotka grupy (Eddie) w wersji mobilnej, przypominającej wcielenie z trasy „Beast on the Road” z 1982 r., przemierzała estradę podczas utworu „The Clairvoyant”, natomiast w trakcie prezentacji kompozycji „Iron Maiden”, tylne podium sceny obejmował we władanie potężny Eddie przypominający upiorne, ruchome drzewo, dokładnie taki sam, jak w 1992 roku. Zespół nie wykorzystywał pirotechniki, natomiast kilkakrotnie scenę pokrywały kłęby oparów suchego lodu. Sprzęt na koncerty stadionowe (Włochy, Rosja) przewoziło 27 ciężarówek.
Trasę zwieńczyły koncerty odbywające się pod hasłem "Raising Hell". Specjalnie dla fanów zorganizowano dwa wyreżyserowane spektakle w londyńskich Pinewood Studios, z udziałem znanego iluzjonisty telewizyjnego Simona Drakea, podczas których zaprezentowano mroczny spektakl, przepełniony scenami tortur znanych z horrorów gore, uwieńczony egzekucją Dickinsona w żelaznej dziewicy. Zaprezentowano efekty pirotechniczne, specjalnie przygotowaną, podwójną estradę z rekwizytami znanymi z poprzednich tras zespołu oraz narzędziami tortur obsługiwanymi przez grupę asystentów. Widowisko transmitowała stacja MTV w opcji pay-per-view. W roku 1994 ukazała się kaseta video z zapisem przedstawienia, zatytułowana Raising Hell.

## Daty trasy[7]
UWAGA! w wyniku aktualizacji danych, nazwy obiektów nie muszą się pokrywać ze stanem pierwotnym, znanym z materiałów prasowych grupy.
| Data             | Miasto          | Kraj              | Obiekt                     |
| Europa           | Europa          | Europa            | Europa                     |
| ---------------- | --------------- | ----------------- | -------------------------- |
| 25 marca 1993    | Faro            | Portugalia        | Kadoc                      |
| 27 marca 1993    | Madryt          | Hiszpania         | Sala Canciller             |
| 28 marca 1993    | San Sebastián   | Hiszpania         | Polideportivo Anoeta       |
| 29 marca 1993    | Barcelona       | Hiszpania         | Zeleste Arena              |
| 5 kwietnia 1993  | Ostrawa         | Czechy            | ČEZ Aréna                  |
| 6 kwietnia 1993  | Bratysława      | Słowacja          | Zimný štadión              |
| 7 kwietnia 1993  | Wiedeń          | Austria           | Wiener Stadthalle          |
| 9 kwietnia 1993  | Arnhem          | Holandia          | Rijnhal                    |
| 10 kwietnia 1993 | Paryż           | Francja           | Élysée Montmartre          |
| 11 kwietnia 1993 | Berlin          | Niemcy            | Neue Welt                  |
| 13 kwietnia 1993 | Würzburg        | Niemcy            | Carl-Diem-Halle            |
| 15 kwietnia 1993 | Hanower         | Niemcy            | Hallenstadion              |
| 16 kwietnia 1993 | Brema           | Niemcy            | Stadthalle                 |
| 17 kwietnia 1993 | Essen           | Niemcy            | Grugahalle                 |
| 19 kwietnia 1993 | Stuttgart       | Niemcy            | Schleyer Halle             |
| 20 kwietnia 1993 | Saarbrücken     | Niemcy            | Saarlandhalle              |
| 21 kwietnia 1993 | Augsburg        | Niemcy            | Schwabenhalle              |
| 23 kwietnia 1993 | Göteborg        | Szwecja           | Scandinavium               |
| 25 kwietnia 1993 | Bourges         | Francja           | Sport Pavillon             |
| 27 kwietnia 1993 | Turyn           | Włochy            | PalaRuffini                |
| 28 kwietnia 1993 | Majano          | Włochy            | Campo Sportivo             |
| 29 kwietnia 1993 | Florencja       | Włochy            | Palasport                  |
| 30 kwietnia 1993 | Rzym            | Włochy            | Palaghiaccio               |
| 1 maja 1993      | Rzym            | Włochy            | San Giovanni Laterano      |
| 2 maja 1993      | Priolo Gargallo | Włochy            | Palaghiaccio               |
| 4 maja 1993      | Monza           | Włochy            | Stadio Brianteo            |
| 5 maja 1993      | Neapol          | Włochy            | Neapol Arena               |
| 6 maja 1993      | Bolonia         | Włochy            | Parc Nord                  |
| 8 maja 1993      | Genua           | Włochy            | Palasport di Genova        |
| 9 maja 1993      | Mediolan        | Włochy            | Forum di Assago            |
| 11 maja 1993     | Tulon           | Francja           | Le Zénith Tulon            |
| 13 maja 1993     | Grenoble        | Francja           | Summum Center              |
| 14 maja 1993     | Nancy           | Francja           | Le Zénith Nancy            |
| 16 maja 1993     | Sheffield       | Anglia            | Sheffield Arena            |
| 17 maja 1993     | Londyn          | Anglia            | Wembley Arena              |
| 19 maja 1993     | Manchester      | Anglia            | Manchester Central         |
| 20 maja 1993     | Birmingham      | Anglia            | National Exhibition Centre |
| 21 maja 1993     | Glasgow         | Szkocja           | SECC                       |
| 23 maja 1993     | Dublin          | Irlandia          | Point Theatre              |
| 24 maja 1993     | Belfast         | Irlandia Północna | King’s Hall                |
| 27 maja 1993     | Neuchâtel       | Szwajcaria        | Patinoire du Littoral      |
| 2 czerwca 1993   | Moskwa          | Rosja             | Stadion Olimpijski         |
| 3 czerwca 1993   | Moskwa          | Rosja             | Stadion Olimpijski         |
| 4 czerwca 1993   | Moskwa          | Rosja             | Stadion Olimpijski         |
| 27 sierpnia 1993 | Londyn          | Anglia            | Pinewood Studios           |
| 28 sierpnia 1993 | Londyn          | Anglia            | Pinewood Studios           |